# Hermann Ferdinand Brammer
Hermann Ferdinand Brammer (* vermutlich vor 1810 in Altona; † nach 1860) war ein deutscher Maler.

## Leben und Wirken
Hermann Ferdinand Brammer war ein Sohn des Kaufmanns Ludwig Matthias Anton Brammer (1774–1847) und dessen Ehefrau Metta Dultz, die eine Tochter des Kaufmanns Hinrich Dultz war. Der Vater malte neben der Arbeit dilettantisch und brachte seinem Sohn vermutlich die künstlerische Arbeit bei. 
Die Werke Hermann Ferdinand Brammers waren auf Ausstellungen des Hamburger Künstlervereins von 1832 zu sehen. Dazu gehörten 1833 die „Winterlandschaft“, 1835 das „Seestück“, 1837 das „Mondscheinbild“ oder 1841 die „Winterlandschaft“. Darüber hinaus malte er die Christianskirche in Ottensen, den Brand von Kloppenburgs Mühle (1852) und gegen 1860 Ansichten von Blankenese und Teufelsbrück. 